# Anastácia (esposa de Pompeu)
Anastácia (em latim: Anastasia) foi uma nobre bizantina do século VI, aparentada por casamento com a reinante dinastia teodosiana.

## Vida
Anastácia nasceu em data incerta. Em momento também incerto se casou com Pompeu, o sobrinho do imperador Anastácio I Dicoro (r. 491–518). Dessa união, nasceu uma ou mais crianças, cujo nome(s) é / são desconhecido(s). Era fervorosa calcedônia e é dito que também era devotada às boas obras. Em 511/12, residia em Constantinopla, onde se encontrou com São Savas durante sua visita à capital imperial. Em 518, por ocasião da nomeação de seu marido à dignidade de patrício, foi nomeada patrícia. Correspondeu-se com o papa Hormisda (r. 514–523) ao menos três vezes em 519 (janeiro, abril e julho) acerca do Cisma Acaciano. Mais adiante, fundou um mosteiro no Monte das Oliveiras, em Jerusalém, onde viveu uma vida religiosa. Era íntima de Cirilo de Citópolis, que usou seu relato para escrever sobre a visita de Sabas em Constantinopla.